# Pavel Dubitskiy
Pavel Dubitskiy (né le 27 août 1982 à Kökşetaw) est un athlète kazakh, spécialiste des épreuves combinées. 

## Biographie

### Palmarès
| Date | Compétition                    | Lieu              | Résultat | Épreuve         | Performance |
| ---- | ------------------------------ | ----------------- | -------- | --------------- | ----------- |
| 1999 | Championnats du monde jeunesse | Bydgoszcz         | 4e       | Saut en hauteur | 2,10 m      |
| 2000 | Championnats du monde juniors  | Santiago du Chili | 7e       | Décathlon       | 6 998 pts   |
| 2003 | Championnats d'Asie            | Manille           | 2e       | Décathlon       | 7 604 pts   |
| 2004 | Championnats d'Asie en salle   | Téhéran           | 1er      | Heptathlon      | 5 570 pts   |
| 2005 | Jeux asiatiques en salle       | Pattaya           | 1er      | Heptathlon      | 5 549 pts   |
| 2006 | Championnats d'Asie en salle   | Pattaya           | 1er      | Heptathlon      | 5 619 pts   |
| 2007 | Jeux asiatiques en salle       | Macao             | 2e       | Heptathlon      | 5 432 pts   |

### Records
| Épreuve               | Performance | Lieu      | Date           |
| --------------------- | ----------- | --------- | -------------- |
| Décathlon             | 7 693 pts   | Daegu     | 29 août 2003   |
| Heptathlon (en salle) | 5 634 pts   | Karaganda | 8 février 2003 |